# Nicella spicula
Nicella spicula is een zachte koraalsoort uit de familie Ellisellidae. De koraalsoort komt uit het geslacht Nicella. Nicella spicula werd in 2007 voor het eerst wetenschappelijk beschreven door Cairns. 